# Anna Teresa Eugeni
Anna Teresa Eugeni Checchini (Torre del Greco, 15 dicembre 1944) è un'attrice e doppiatrice italiana.

## Doppiaggio

### Cinema

#### Dal vero
- Margaret Dumont ne Le noci di cocco, Animal Crackers e nei ridoppiaggi de Un giorno alle corse e Tre pazzi a zonzo
- Jessica Tandy in Una lama nel buio
- Tyne Daly in La ballata di Buster Scruggs
- Swoosie Kurtz in Vice Versa - Due vite scambiate
- Kirstie Alley ne Villaggio dei dannati
- Lily Tomlin in Orange County
- Deborah Rush in The Good Girl
- Lola Muethel in Rosamunde Pilcher - I giorni dell'estate
- Suzy Kendall ne L'uccello dalle piume di cristallo
- Joyce Van Patten in Monkey Shines - Esperimento nel terrore
- Dagmar Lassander in Peccati di gioventù
- Anita Sanders in Quella età maliziosa
- Nelly Borgeaud ne L'uomo che amava le donne
- Barbara Jefford ne Il profondo mare azzurro
- Emi Ito in Watang! Nel favoloso impero dei mostri
- Yoko Yamamoto in Gappa - Il mostro che minaccia il mondo
- Dodo Denney in Willy Wonka e la fabbrica di cioccolato (ridoppiaggio)
- Mary Astor ne Il mistero del falco (ridoppiaggio)
- Maureen O'Sullivan ne L'uomo ombra (ridoppiaggio)
- Elissa Landi in Dopo l'uomo ombra (ridoppiaggio)
- Margaret Hamilton in Il mago di Oz (1º ridoppiaggio)
- Cora Witherspoon in Un comodo posto in banca (ridoppiaggio)
- Martita Hunt ne La signora di Lisbona (ridoppiaggio)
- Googie Withers in Volo senza ritorno (ridoppiaggio)
- Maureen O'Hara in Sinbad il marinaio (ridoppiaggio)

#### Animazione
- Donna lappone ne La regina delle nevi (1º ridoppiaggio)
- Alicia la Volpe ne Le avventure di Pinocchio (ridoppiaggio)
- Strega del Mare ne La Sirenetta - La più bella favola di Andersen (1° doppiaggio)
- Moglie del principe Ishitsuruki ne La storia della Principessa Splendente

### Televisione

#### Dal vero
- Ruth Roman in La signora in giallo
- Una Stubbs in Sherlock
- Patricia Donahue in General Hospital
- Gladys Cáceres in Leonela
- Renata Flores in Rosa selvaggia (2° voce)
- Chela Castro in Veronica, il volto dell'amore
- Nicole Heesters in Un'estate a Parigi

#### Animazione
- Nora in Le nuove avventure di Pinocchio
- Libellula in L'ape Maia
- Lady Gandal in UFO Robot Goldrake
- Regina Himika in Jeeg robot d'acciaio
- Zia Elroy in Candy Candy
- Shibiretta in Yes! Pretty Cure 5 GoGo!
- Kyushi Tajima (2^ voce) in Mila e Shiro - Due cuori nella pallavolo